# 维卢库里
维卢库里（Villukuri），是印度泰米尔纳德邦甘尼亚古马里县的一个城镇。总人口13397（2001年）。

## 人口
该地2001年总人口13397人，其中男性6623人，女性6774人；0—6岁人口1264人，其中男648人，女616人；识字率76.64%，其中男性为79.75%，女性为73.59%。